# Jean La Fosse
Jean La Fosse, né à Montpellier en 1742 et mort en 1775, est un médecin légiste français.
Reçu docteur dans sa ville natale en 1764, Lafosse se livra aussitôt à l’enseignement de l’anatomie, de la physiologie et de la médecine, et obtint beaucoup de succès dans ses cours.
Un examen critique qu’il fit des rapports médico-juridiques d’après lesquels Calas avait été condamné comme meurtrier de son fils, examen pour lequel Voltaire lui envoya des éloges, et qui valut à Lafosse l’amitié de ce célèbre écrivain, l’entraîna à s’occuper de médecine légale. Il ne put mener à terme le travail important qu’il avait entrepris à ce sujet, et dont de nombreux fragments furent insérés, aux côtés de 46 articles sur la médecine légale, dans le Supplément à l’Encyclopédie de Diderot et D’Alembert.
Lafosse était membre de l’Académie royale des sciences de Montpellier, et les Bulletins de ce corps savant renferment plusieurs mémoires de lui :
- Sur les ossifications du cartilage xyphoïde ;
- Sur les anastomoses ;
- Sur les Contre-coups ;
- un travail sur la manière de procéder au dessèchement des marais du bas Languedoc, 1772, etc.

## Sources
- Pierre Larousse, Grand Dictionnaire universel du XIXe siècle, vol. 10, Paris, Administration du grand Dictionnaire universel, p. 65.

1. ↑  Ou Lafosse.